# Selenistis
Selenistis is een geslacht van vlinders van de familie uilen (Noctuidae), uit de onderfamilie Amphipyrinae.

## Soorten
- S. annulella (Hampson, 1902)
- S. laurentica Viette, 1969
- S. pauliani Viette, 1961